# Комплекс зданий Белорусского государственного медицинского университета
Комплекс зданий Белорусского государственного медицинского университета построен в 1980 году на проспекте Газеты «Правда» (сейчас Дзержинского) в Минске по проекту архитекторов Э. Гольдштейна, Ю. Бычана.

## Архитектура
Сложный по конфигурации плана комплекс состоит из блока аудиторий, учебно-административного и двух лабораторных корпусов, актового зала, библиотеки, столовой. Все объёмы соединены между собой крытыми галереями на вторым этаже. Центр композиции — двухэтажный прямоугольный в плане блок с шестью аудиториями (каждая на 150 мест), объединёнными двухсветным рекреационным залом (с вестибюлем и гардеробом). Использование естественного освещения за счёт фонарей, система открытых лестниц, которые соединяют вестибюль с галереями второго этажа, разделение просторе по вертикали создают выразительный интерьер рекреационного зала.
К аудиторному блоку примыкает высотная доминанта комплекса — десятиэтажный прямоугольный в плане с выступающим вперёд лестнично-лифтовым объёмом учебно-административного корпуса.
Два четырёхэтажные прямоугольные в плане лабораторные корпуса образуют Г-образную в плане композицию. Пластичность их фасадов обогащена ритмичным чередованием вертикальных рёбер и оконных проёмов.
Двухэтажный прямоугольный в плане объём библиотеки с четырьмя читальными залами (один из них — двухсветный).
Колористическое решение фасадов зданий комплекса основано на контрасте стен, облицованных темно-коричневой керамической плиткой, и панелей светло-серого цвета.